# مارك باتون
مارك باتون (بالإنجليزية: Mark Patton)‏ هو ممثل أمريكي، ولد في 13 فبراير 1964 في الولايات المتحدة.

## وصلات خارجية
- مارك باتون على موقع IMDb (الإنجليزية)
- مارك باتون على موقع ألو سيني (الفرنسية)
- مارك باتون على موقع أول موفي (الإنجليزية)
- مارك باتون على موقع قاعدة بيانات برودواي على الإنترنت (الإنجليزية)
- مارك باتون على موقع قاعدة بيانات الفيلم (الإنجليزية)
- مارك باتون على موقع كينوبويسك (الروسية)